# Небезпечний фах (фільм)
«Небезпечний фах» (англ. «A Dangerous Profession») — американська кримінальна драма 1949 року режисера  Теда Тецлаффа.  У головних ролях — Джордж Рафт та Елла Рейнс.

## Сюжет
Колишній поліцейський Вінс Кейн є діловим партнером Джо Фарлі. Та він не полишає і дружніх зв'язків із детективом Ніком Ферроном. Феррон підозрює у причетності до злочину брокера Клода Брекетта. Кейн йде з ним до квартири Брекетта. Та вони зустрічають його дружину Люсі, колишню кохану Вінса. Вона запевняє, що її чоловік не винний і прохає, щоб його випустили під заставу. Після внесення незнайомцем необхідної сумми Брекетт опиняється на волі і гине. Кейн, щоб допомогти та заспокоїти Люсі, береться допомагати Феррону у розслідуванні цієї справи.

## У ролях
- Джордж Рафт — Вінс Кей
- Елла Рейнс — Люсі Брекетт
- Пет О'Браєн — Джо Фарлі
- Білл Вільямс — Клод Брекетт
- Джим Бакус — лейтенант Нік Феррон/оповідач
- Роланд Вінтерс — Джеррі МакКей